# Blanche Monnier
Blanche Monnier (Poitiers, Francuska, 1. ožujka 1849. – Blois, Francuska, 13. listopada 1913.), često poznata u Francuskoj kao la Séquestrée de Poitiers (otprilike "zatvorena žena iz Poitiersa"), bila je žena iz Poitiersa, Vienne, Francuska, koju je njena aristokratska majka 25 godina držala zaključanu u maloj sobi, prije no što ju je pronašla policija, tada srednjih godina i u mršavom i prljavom stanju. Izjave službenika tvrde da Monnier nije vidjela sunčevu svjetlost tijekom cijelog svog zatočeništva.

## Biografija
Monnier je bila članica francuskog Visokog društva iz ugledne, konzervativne buržoaske obitelji starog plemenitog podrijetla iz Poitiersa. Bila je poznata po svojoj fizičkoj ljepoti i privukla je mnoge potencijalne bračne udvarače. Godine 1874., u dobi od 25 godina, poželjela se udati za starijeg odvjetnika koji nije bio po volji njezine majke Louise, koja je tvrdila da se njezina kći ne može udati za "odvjetnika bez novaca".

Tada ju je, razljućena kćerinim prkosom, zatvorila u sićušnu, mračnu sobu na tavanu njihove kuće, gdje ju je držala osamljenu 26 godina. Louise Monnier i njezin brat Marcel nastavili su sa svakodnevnim životom, pretvarajući se da žale za Blancheinim nestankom. Nitko od njezinih prijatelja nije znao gdje se nalazi, a odvjetnik za kojeg se željela udati neočekivano je umro 1885. godine. Dana 23. svibnja 1901. pariški državni tužitelj Léon Bulot primio je anonimno pismo – čiji je autor još uvijek nepoznat – koje je otkrilo njeno zatočeništvo:
"Gospodinu Državnom tužitelju: Imam vas dužnost obavijestiti o iznimno ozbiljnom slučaju. Riječ je o neudatoj ženi koja je zaključana u kući gospođe Monnier. Polu-izgladnjela živi na raspadnutom ležaju zadnjih 25 godina - ukratko, u vlastitoj prljavštini."
Monnier je policija spasila iz užasnih uvjeta, prekrivenu starom hranom i izmetom, s kukcima po krevetu i podu, s težinom od jedva 25 kilograma. Jedan policajac opisao je stanje Monnier i njezin krevet ovako:
"Nesretna je žena ležala potpuno gola na trulom madracu od slame. Sve oko nje bila je svojevrsna kora od izmeta, komadičaka mesa, povrća, ribe i pljesnjivoga kruha... Također smo vidjeli ljuske od kamenica, kao i kukce koji su gmizali preko kreveta gospođice Monnier. Zrak je bio neprozračan, smrad sobe bio je tako oštar da je bilo nemoguće duže se zadržavati u sobi kako bi provodili istragu."
Majka joj je uhićena, ali nedugo nakon toga joj je pozlilo i umrla je 15 dana kasnije nakon što je vidjela bijesnu rulju kako se okuplja ispred njihove kuće. Njezin brat Marcel Monnier pojavio se na sudu te je u početku bio osuđen, ali je kasnije po žalbi oslobođen jer je okarakteriziran kao osoba smanjenih mentalnih kapaciteta pa su, iako su suci kritizirali njegove odluke, ustanovili da "dužnost spašavanja" tada nije postojala u kaznenom zakonu s dovoljno pravila da ga osudi.
Nakon što je puštena iz sobe, Monnier je nastavila patiti od problema s mentalnim zdravljem. Dijagnosticirani su joj različiti poremećaji uključujući anoreksiju nervozu, shizofreniju, egzibicionizam i koprofiliju. To je ubrzo dovelo do njezina prijema u psihijatrijsku bolnicu u Bloisu u Francuskoj, gdje je na kraju i umrla 1913. godine.

## Naslijeđe
Godine 1930. André Gide objavio je knjigu o incidentu, nazvanu La Séquestrée de Poitiers, koja je promijenila samo imena protagonista. Prema Hervéu Guibertu, ova je knjiga imala veliki utjecaj na mladog Michela Foucaulta.